# 黑龙江林蛙
黑龙江林蛙（学名：Rana amurensis）为蛙科蛙属的两栖动物。在中国大陆，分布于黑龙江、辽宁、吉林、陕西、内蒙，以及西伯利亞等地，常栖息于山林沼泽的静水域。该物种的模式产地在黑龙江。